# Grajenščak
Grajenščak este o localitate din comuna Ptuj, Slovenia, cu o populație de 444 de locuitori.